# Medicinsk entomologi

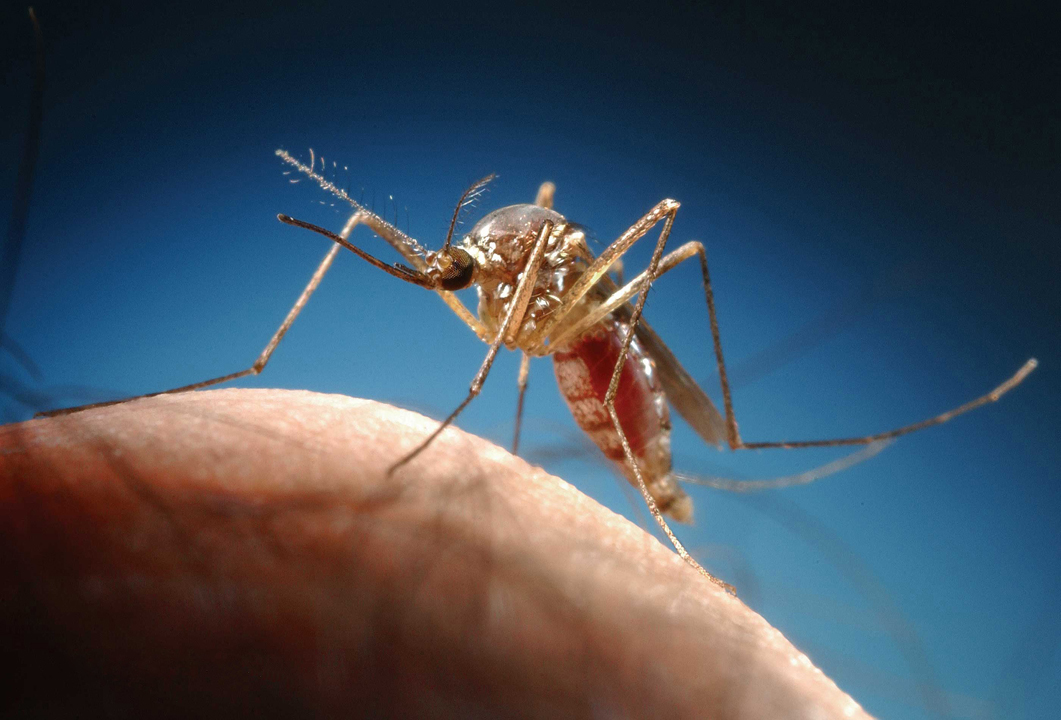
Myggor sprider bland annat malaria.

Medicinsk entomologi är vetenskapen om de insekter och andra leddjur (artropoder), speciellt fästingar, som direkt (till exempel genom injektion av toxiner eller produktion av allergener) eller indirekt, genom att de överför patogener (virus, bakterier, protozoer etc.) orsakar sjukdom hos människan. Veterinärmedicinsk entomologi inkluderas ofta i den medicinska entomologin. Exempel på forskning inom medicinsk entomologi är den som undersöker hur Borrelia-bakterier och TBE-virus sprids med fästingar och hur man kan kontrollera eller bekämpa spridningen av dessa patogener till människa och husdjur. Ett annat exempel på medicinsk-entomologisk forskning är den som syftar till att finna lämpliga metoder för att kontrollera spridningen av malariaparasiter via malariamyggor (Anopheles) till människor, framförallt i tropiska Afrika. 
I Sverige bedrivs forskning och undervisning i medicinsk entomologi vid Evolutionsbiologiskt centrum inom Uppsala universitet. Veterinärmedicinsk-entomologisk forskning bedrivs i Sverige främst vid Statens veterinärmedicinska anstalt och Sveriges lantbruksuniversitet i Uppsala. En annan inriktning inom medicinsk entomologi är den rättsmedicinska eller forensiska entomologin, även kallad rättsentomologi. Om ett människolik påträffas och man misstänker att ett brott är orsaken till dödsfallet, kan man använda sig av fynd av insekter, framförallt fluglarver, och andra leddjur, och i vilket stadium dessa leddjur befinner sig på och i liket samt av temperaturdata, för att räkna ut när och var människan dog eller dödades.